# Euphorbia nivulia
Euphorbia nivulia es una especie de planta perteneciente a la familia Euphorbiaceae. Se distribuye por India, Birmania y Pakistán.

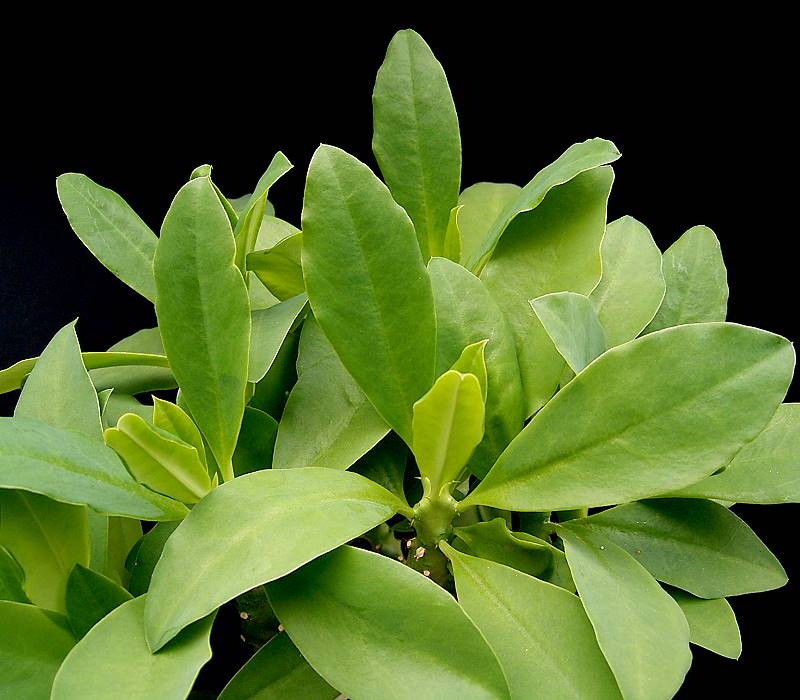
Detalle de las hojas

## Descripción
Es un árbol de hoja caduca, suculento, espinoso-ramificado, glabro, que alcanza un tamaño de hasta 9 m de alto y 1 m de circunferencia. Corteza gruesa y rugosa. Ramas ± cilíndricas, de 2,5 cm de grosor, con espinas estipulares derivadas de tubérculos dispuestos en espiral. Hojas alternas, sésiles o subsésiles. Láminas foliares espatuladas a oblanceoladas, de 10-25 x 3-8 cm, redondeadas o retusas en el ápice, afiladas en la base, nervios laterales enteros, parejas 6-8, oscuras, gruesas y carnosas, con la nervadura central prominente por el envés. Estípulas espinosas de 5 mm de largo, a la par de cada columna. Ciatios en pedúnculos axilares de las cimas, en número de 3 cada uno, hacia las puntas de las ramas, de color rojizo. Las glándulas transversalmente oblongas, de color amarillento. Frutas trirradiado, los lóbulos comprimidos lateralmente, de 6 x 13 mm, lisa. Semillas ovoides, cuadrangulares, 4 mm de largo, liso.

## Taxonomía
Euphorbia nivulia fue descrita por  Francis Buchanan-Hamilton y publicado en Transactions of the Linnean Society of London 14: 286. 1825.
Etimología
Euphorbia: nombre genérico que deriva del médico griego del rey Juba II de Mauritania (52 a 50 a. C. - 23), Euphorbus, en su honor – o en alusión a su gran vientre –  ya que usaba médicamente Euphorbia resinifera. En 1753 Carlos Linneo asignó el nombre a todo el género.
nivulia: epíteto latino 
Sinonimia
- Euphorbia helicothele Lem.
- Euphorbia neriifolia Roxb.
- Euphorbia nivulia var. helicothele (Lem.) Boiss.[3]